# Lago San Cristóbal
Lago San Cristóbal (en inglés: Lake San Cristóbal) es el segundo lago natural más grande del estado de Colorado en el oeste de Estados Unidos. Está ubicado en las montañas de San Juan, a una altitud de 2744 m (9003 pies), el lago posee agua dulce y tiene 3,4 km (2,1 millas) de largo, hasta 27 m (89 pies) de profundidad, una superficie de 1,3 kilómetros cuadrados (0,52 millas cuadradas), y cuenta con cerca de 11.000 acres-pies (14 millones de m³) de agua. La ciudad de Lake City, a pocos kilómetros al norte, fue llamada así por el lago San Cristóbal.